# Jánosi Csaba
Jánosi Csaba (Budapest, 1981. március 10. –) magyar válogatott jégkorongozó, edző, testnevelő tanár. Szerepelt a 2007-es divízió 1-es és a 2009-es A csoportos világbajnokságon is.

## Pályafutása
Gyermekkorában a KSI-ben játszott, majd az Újpest színeiben lett élvonalbeli jégkorongozó. 1999 és 2012 között egyetlen idényt leszámítva végig a Ferencvárosban játszott. 2001 és 2002 között a Dunaferr játékosa volt, csapatával megnyerte a magyar bajnokságot. A 2007-08-as idényben a szlovák HK Lokomotiva N. Zamky együttesében is szerepelt. 2012-ben vonult vissza az aktív sporttól.
A magyar válogatottban szerepelt a 2007-es divízió 1-es és a 2009-es A csoportos világbajnokságon is.
Visszavonulását követően a magyar utánpótlás-válogatottaknál és a Vasas korosztályos csapatainál vállalt edzői munkát. Jelenleg (2023) az angyalföldiek U18-as gárdájának trénere. Civilben 2004 óta testnevelőtanár a Deák Téri Evangélikus Gimnáziumban.